# جيوفاني دي مارتن
جيوفاني دي مارتن (بالإيطالية: Giovanni De Martin)‏ هو متزلج جماعي إيطالي، ولد في 7 ديسمبر 1927.

## وصلات خارجية
- جيوفاني دي مارتن على موقع اللجنة الأولمبية الدولية (الإنجليزية)
- جيوفاني دي مارتن على موقع أوليمبيديا (الإنجليزية)